# William Lewis (politiker)
William Lewis, född 22 september 1868 i Cutshin i Kentucky, död 8 augusti 1959 i London i Kentucky, var en amerikansk politiker (republikan). Han var ledamot av USA:s representanthus 1948–1949.
Kongressledamot John M. Robsion avled 1948 i ämbetet och efterträddes av Lewis. Han efterträddes i sin tur av James S. Golden år 1949.
Lewis ligger begravd på begravningsplatsen A.R. Dyche Memorial Park i London i Kentucky.